# Bellevigne-en-Layon
Bellevigne-en-Layon ist eine französische Gemeinde mit 5.874 Einwohnern (Stand 1. Januar 2022) im Département Maine-et-Loire in der Region Pays de la Loire. Sie gehört zum Arrondissement Angers und zum Kanton Chemillé-en-Anjou. 
Bellevigne-en-Layon wurde 2016 als commune nouvelle aus den Gemeinden Champ-sur-Layon, Faveraye-Mâchelles, Faye-d’Anjou, Rablay-sur-Layon und Thouarcé gebildet.

## Geographie
Bellevigne-en-Layon liegt etwa 22 Kilometer südlich vom Stadtzentrum von Angers am Fluss Layon, in den hier seine Zuflüsse Javoineau und Arcison einmünden.

## Gemeindegliederung
| Ortsteil                   | ehemaliger INSEE-Code | Fläche (km²) | Einwohnerzahl (2022) |
| -------------------------- | --------------------- | ------------ | -------------------- |
| Champ-sur-Layon            | 49066                 | 19,19        | .0936                |
| Faveraye-Mâchelles         | 49133                 | 18,60        | .0688                |
| Faye-d’Anjou               | 49134                 | 30,40        | 1.519                |
| Rablay-sur-Layon           | 49256                 | 07,44        | .0742                |
| Thouarcé (Verwaltungssitz) | 49345                 | 18,74        | 1.989                |

## Weinbau
Der Ort gehört zum Weinbaugebiet Anjou.